# Chill guy

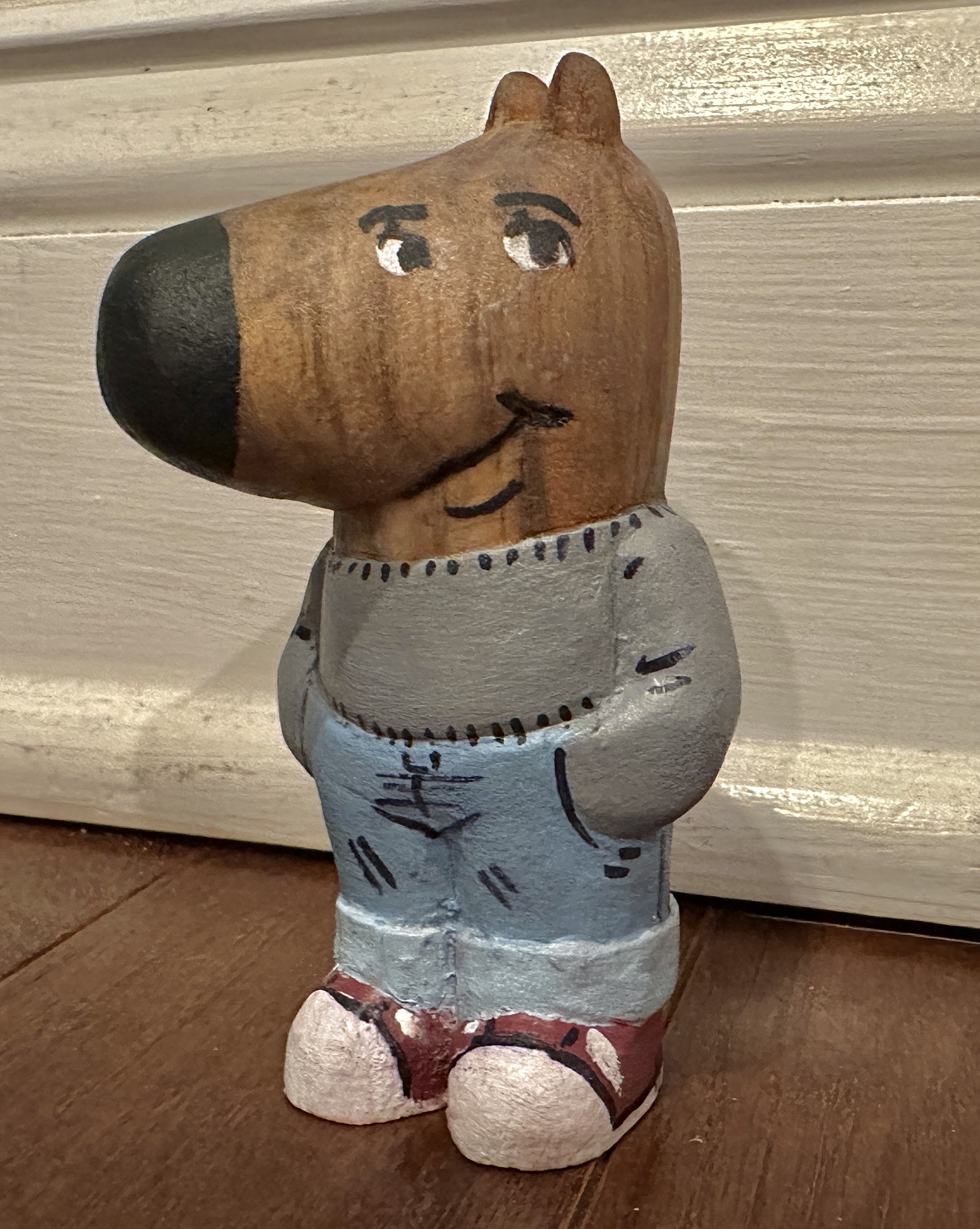
Eine Holzschnitzerei des Internetphänomens

„Chill guy“, auch bekannt als „My new character“, ist ein digitales Kunstwerk und Internetphänomen, das erstmals am 4. Oktober 2023 vom Künstler Phillip Banks auf X (ehemals Twitter) gepostet wurde. Das Kunstwerk besteht aus einem anthropomorphen Hund, der einen grauen Pullover, blaue Jeans und rote Turnschuhe trägt und durch sein Grinsen mit den Händen in den Taschen einen „chilligen“ Gesichtsausdruck vermittelt. Obwohl das Kunstwerk nach der Veröffentlichung einige Erfolge hatte, ging es erst etwa ein Jahr später, am 30. August 2024, viral, als ein Benutzer auf TikTok einen bearbeiteten Beitrag mit dem Kunstwerk erstellte und es mit anderen damals beliebten Memes kombinierte. In den folgenden Tagen erhielt es Millionen Aufrufe und erregte die Aufmerksamkeit größerer Unternehmen wie der Atlanta Hawks und AMC Theatres, die das Kunstwerk in ihren Werbeaktionen verwendeten.
Chill guy ging am 20. November 2024 hauptsächlich auf TikTok noch einmal viral, was insbesondere zu einer vom Kunstwerk inspirierten Meme-Münze namens „CHILLGUY“ führte, die von anonymen Schöpfern erstellt wurde und deren Wert schnell auf eine Marktkapitalisierung von 488 Millionen US-Dollar stieg. Noch populärer wurde sie durch einen Beitrag des salvadorianischen Präsidenten Nayib Bukele auf X zur Unterstützung der Münze. Die daraus resultierende Popularität der Münze, die vom ursprünglichen Schöpfer Banks nicht genehmigt worden war, veranlasste ihn, das Kunstwerk urheberrechtlich zu schützen und „nicht autorisierte Waren und Shitcoins“ zu entfernen, die versuchten, einen Gewinn zu erzielen. Fanart oder Marken, die es in den Trends verwendeten, waren davon nicht eingeschlossen. Nach der Ankündigung fiel die Münze auf etwa die Hälfte ihres Wertes und Banks wurde anschließend gedoxxt, was ihn dazu veranlasste, seinen Twitter-Account auf privat zu stellen, um weitere Belästigungen zu vermeiden.
Laut einigen Medien fand das Meme im Internet wahrscheinlich Anklang, da es als ein spielerisches, aber dennoch nachvollziehbares Kunststück angesehen wurde, das die Menschen ermutigt, Selbsthilfe zu suchen, stressfrei zu bleiben und das Leben mit einer „entspannten“ Haltung anzugehen.